# Shut Up (bài hát của The Black Eyed Peas)
"Shut Up" là một bài hát của nhóm nhạc Mỹ The Black Eyed Peas nằm trong album phòng thu thứ ba của họ, Elephunk (2003). Nó được phát hành như là đĩa đơn thứ hai trích từ album vào ngày 4 tháng 11 năm 2003 bởi A&M Records, will.i.am Music Group và Interscope Records, sau thành công vượt trội từ đĩa đơn trước "Where Is the Love?". Bài hát được đồng viết lời bởi hai thành viên của nhóm will.i.am và Taboo với J. Curtis và George Pajon, trong khi phần sản xuất được đảm nhiệm bởi will.i.am và Ron Fair. Đây là một bản pop-rap kết hợp với những yếu tố của R&B và soul, với nội dung đề cập đến việc một cô gái nhận được một màn tỏ tình thảm hại từ một chàng trai, và cô chỉ muốn kết thúc tình huống này bằng việc yêu cầu anh ta câm miệng lại. Một phiên bản phối lại của nó đã được phát hành với tên gọi "Shut Up (Knee Deep phối lại)", trong khi một phiên bản chỉnh sửa khác của bản phối lại cũng xuất hiện trong album phòng thu thứ năm của họ The E.N.D. (2009), với tên gọi "Shut the Phunk Up", trong đó sử dụng đoạn nhạc mẫu từ bài hát năm 1979 của Funkadelic "(Not Just) Knee Deep". Tuy nhiên, thủ lĩnh của Funkadelic George Clinton đã đệ đơn kiện nhóm bởi hành vi xâm hại bản quyền, và ông cho rằng chưa từng chấp nhận để họ sử dụng làm nhạc mẫu.
Sau khi phát hành, "Shut Up" nhận được những phản ứng tích cực từ các nhà phê bình âm nhạc, trong đó họ đánh giá cao giai điệu sôi động cũng như quá trình sản xuất của nó. Bài hát còn gặt hái nhiều giải thưởng và đề cử tại những lễ trao giải lớn, bao gồm một đề cử tại giải thưởng Âm nhạc NRJ năm 2005 cho Bài hát quốc tế của năm. "Shut Up" cũng tiếp nối thành tích của "Where Is the Love?" và tiếp nhận những thành công vượt trội về mặt thương mại, đứng đầu các bảng xếp hạng ở Úc, Áo, Bỉ, Pháp, Đức, Ireland, Ý, New Zealand, Na Uy, Thụy Điển và Thụy Sĩ, và lọt vào top 10 ở hầu hết những thị trường khác, bao gồm vươn đến top 5 ở Đan Mạch, Hungary, Hà Lan và Vương quốc Anh. Tại Hoa Kỳ, bài hát không được phát hành chính thức nên không thể xuất hiện trên bảng xếp hạng Billboard Hot 100, nhưng nó vẫn được đĩa Vàng từ Hiệp hội Công nghiệp ghi âm Mỹ (RIAA), công nhận 500.000 bản đã được tiêu thụ tại đây.
Video ca nhạc cho "Shut Up" được đạo diễn bởi Emmett Malloy và Brendan Malloy thuộc bộ đôi The Malloys với phong cách chủ đạo mang hơi hướng opera về trận chiến giữa nam và nữ, trong đó will.i.am và Taboo hóa thân thành người cầu hôn của Fergie và apl.de.ap trong vai người chỉ huy, bên cạnh sự góp mặt của một số khách mời đặc biệt như Kimberly Wyatt và Carmit Bachar của The Pussycat Dolls, Travis Barker của Blink 182 và Shifty Shellshock của Crazy Town. Để quảng bá bài hát, nhóm đã trình diễn nó trên nhiều chương trình truyền hình và lễ trao giải lớn, bao gồm The Ellen DeGeneres Show, Rock in Rio năm 2004, Top of the Pops, giải Âm nhạc châu Âu của MTV năm 2003 và giải thưởng Âm nhạc NRJ năm 2005, cũng như trong tất cả những chuyến lưu diễn của họ. Kể từ khi phát hành, "Shut Up" đã được hát lại và sử dụng làm nhạc mẫu bởi một số nghệ sĩ khác nhau, trong đó nổi bật nhất là ban nhạc L.E.J. trong bản phối "Hip-Hop Mashup".

## Danh sách bài hát
| Đĩa 12" tại Hoa Kỳ (AMRR-11025-1; Phát hành: 2003) Mặt A 1. "Shut Up" (bản LP) - 5:10 2. "Shut Up" (radio chỉnh sửa) - 3:46 3. "Shut Up" (không lời) - 5:09 4. "Shut Up" (bản acapella) - 4:55 Mặt B 1. "Shut Up" (Knee Deep phối lại) - 4:23 2. "Shut Up" (Knee Deep phối lại không lời) - 4:21 3. "Shut Up" (Knee Deep phối lại Acapella) - 4:20 Đĩa CD #1 tại châu Âu (0602498145012; Phát hành: 2003) 1. "Shut Up" - 5:12 2. "Tell Your Mama Come" (trực tiếp từ House Of Blues, Chicago) - 2:51 3. "Karma" (trực tiếp từ House Of Blues, Chicago) - 3:03 | Đĩa CD #2 tại châu Âu (0602498145029; Phát hành: 2003) 1. "Shut Up" - 5:12 2. "Tell Your Mama Come" (trực tiếp từ House Of Blues, Chicago) - 2:51 Đĩa CD tại Anh quốc (9814501; Phát hành: 2004) 1. "Shut Up" - 5:12 2. "Tell Your Mama Come" (trực tiếp từ House Of Blues, Chicago) - 2:52 3. "Karma" (trực tiếp từ House Of Blues, Chicago) - 3:03 4. "Shut Up" (video ca nhạc) - 4:24 Đĩa 12" tại Anh quốc (9814587; Phát hành: 2004) Mặt A 1. "Shut Up" Mặt B 1. "Tell Your Mama Come" (trực tiếp từ House Of Blues, Chicago) - 2:52 2. "Karma" (trực tiếp từ House Of Blues, Chicago) - 3:03 |

## Xếp hạng
| Bảng xếp hạng (2003-04)            | Vị trí cao nhất |
| ---------------------------------- | --------------- |
| Úc (ARIA)                          | 1               |
| Áo (Ö3 Austria Top 40)             | 1               |
| Bỉ (Ultratop 50 Flanders)          | 1               |
| Bỉ (Ultratop 50 Wallonia)          | 1               |
| Đan Mạch (Tracklisten)             | 2               |
| Châu Âu (European Hot 100 Singles) | 1               |
| Phần Lan (Suomen virallinen lista) | 12              |
| Pháp (SNEP)                        | 1               |
| Đức (Official German Charts)       | 1               |
| Hungary (Rádiós Top 40)            | 5               |
| Ireland (IRMA)                     | 1               |
| Ý (FIMI)                           | 1               |
| Hà Lan (Dutch Top 40)              | 2               |
| Hà Lan (Single Top 100)            | 3               |
| New Zealand (Recorded Music NZ)    | 1               |
| Na Uy (VG-lista)                   | 1               |
| Ba Lan (Polish Singles Chart)      | 1               |
| Romania (Romanian Top 100)         | 1               |
| Scotland (OCC)                     | 2               |
| Thụy Điển (Sverigetopplistan)      | 1               |
| Thụy Sĩ (Schweizer Hitparade)      | 1               |
| Anh Quốc (OCC)                     | 2               |
| Anh Quốc R&B (OCC)                 | 1               |

| Bảng xếp hạng (2000-09)          | Vị trí |
| -------------------------------- | ------ |
| Australia (ARIA)                 | 24     |
| Germany (Official German Charts) | 35     |

| Bảng xếp hạng (2003)                 | Vị trí |
| ------------------------------------ | ------ |
| Australia (ARIA)                     | 19     |
| Belgium (Ultratop 50 Flanders)       | 61     |
| Ireland (IRMA)                       | 18     |
| Netherlands (Dutch Top 40)           | 129    |
| Netherlands (Single Top 100)         | 76     |
| Norway Autumn Period (VG-lista)      | 19     |
| Sweden (Sverigetopplistan)           | 47     |
| UK Singles (Official Charts Company) | 20     |
| Bảng xếp hạng (2004)                 | Vị trí |
| Australia (ARIA)                     | 9      |
| Austria (Ö3 Austria Top 75)          | 4      |
| Belgium (Ultratop 50 Flanders)       | 19     |
| Belgium (Ultratop 40 Wallonia)       | 6      |
| Denmark (Tracklisten)                | 6      |
| Europe (European Hot 100 Singles)    | 2      |
| France (SNEP)                        | 6      |
| Germany (Official German Charts)     | 6      |
| Hungary (Rádiós Top 40)              | 9      |
| Italy (FIMI)                         | 13     |
| Netherlands (Dutch Top 40)           | 25     |
| Netherlands (Single Top 100)         | 17     |
| New Zealand (Recorded Music NZ)      | 15     |
| Romania (Romanian Top 100)           | 19     |
| Sweden (Sverigetopplistan)           | 28     |
| Switzerland (Schweizer Hitparade)    | 2      |
| UK Singles (Official Charts Company) | 87     |
| Bảng xếp hạng (2005)                 | Vị trí |
| Hungary (Rádiós Top 40)              | 65     |

## Chứng nhận
| Quốc gia | Chứng nhận      | Số đơn vị/doanh số chứng nhận |         |
| --- | --------------- | ----------------------------- | ------- |
| Úc (ARIA) | 2× Bạch kim     | 140.000^                      |         |
| Áo (IFPI Áo) | Vàng            | 15.000*                       |         |
| Bỉ (BEA) | Bạch kim        | 30.000*                       |         |
| Đan Mạch (IFPI Đan Mạch) | Vàng            | 30,000^                       |         |
| Pháp (SNEP) | Vàng            | 400,000                       |         |
| Đức (BVMI) | Bạch kim        | 500.000^                      |         |
| New Zealand (RMNZ) | Bạch kim        | 15.000*                       |         |
| Na Uy (IFPI) | Bạch kim        | 10.000*                       |         |
| accessdate=ngày 14 tháng 9 năm 2018}} | Thụy Điển (GLF) | Vàng                          | 20,000^ |
| Thụy Sĩ (IFPI) | Bạch kim        | 30,000^                       |         |
| Anh Quốc (BPI) | Vàng            | 400.000‡                      |         |
| Hoa Kỳ (RIAA) | Vàng            | 500.000*                      |         |
| * Chứng nhận dựa theo doanh số tiêu thụ. ^ Chứng nhận dựa theo doanh số nhập hàng. ‡ Chứng nhận dựa theo doanh số tiêu thụ và phát trực tuyến. |                 |                               |         |